# Falcon 9 v1.0
Falcon 9 v1.0 var en amerikansk bärraket designad av SpaceX, den första versionen av Falcon 9 raketen. Första uppskjutningen gjordes från LC-40 vid Cape Canaveral Air Force Station, den 4 juni 2010. 
Versionen användes 5 gånger mellan juni 2010 och mars 2013. Raketen hade en startvikt på 333 400 kg och vid uppskjutning från Cape Canaveral, kunde den placera 10 450 kg i omloppsbana runt jorden.

## Uppskjutningar
Lista över SpaceX raketuppskjutningar